# Tadeusz Dołęga-Mostowicz
Tadeusz Dołęga-Mostowicz (10. srpna 1898 Okuniewo – 20. září 1939 Kuty) byl polský spisovatel, novinář a filmový scenárista.

## Život
Narodil se jako Tadeusz Mostowicz v polsky hovořící rodině v Kresech. V roce 2023 se objevily zprávy, že se ve skutečnosti narodil až roku 1900 ve městě Hlybokaje. Statek Okuniewo uváděl údajně jako svoje rodiště jen proto, aby zdůraznil šlechtický původ, stejně jako si na začátku literární kariéry přidal ke jménu název rodinného erbu Dołęga.
Studoval práva na Kyjevské univerzitě. Za první světové války se zapojil do činnosti ilegální Polské vojenské organizace. Od roku 1918 žil ve Varšavě, bojoval jako dobrovolník v polsko-sovětské válce. Po demobilizaci pracoval v novinách Rzeczpospolita, původně jako sazeč a korektor, pak se vypracoval na redaktora. V roce 1925 publikoval svoji první literární práci Sen pani Tuńci. Ve svých článcích otevřeně kritizoval režim Józefa Piłsudského a měl časté konflikty s cenzurou. V září 1927 byl zbit neznámými pachateli; důvodem útoku, který mu způsobil trvalé zdravotní následky, byla pravděpodobně odveta za jeho politické angažmá.
Ve třicátých letech byl Dołęga-Mostowicz nejprodávanějším romanopiscem v Polsku. Vydělával až 15 000 zlotých měsíčně v době, kdy plat polského předsedy vlády činil 1 850 zl. Jeho nejúspěšnějším dílem byla Kariera Nikodema Dyzmy, satira o venkovském prosťáčkovi, který se náhodou dostane na diplomatickou recepci a díky tomu se mu podaří postupně proniknout mezi politickou elitu meziválečného Polska. Tento motiv použil později Jerzy Kosiński v románu Byl jsem při tom, což mu vyneslo obvinění z plagiátorství a konec jeho literární slávy.
Knihy Dołęgy-Mostowicze se staly bestsellery díky živému jazyku, svižnému ději a zájmu o problémy soudobé společnosti. Magda Nieczajówna, dcera řezníka, která se stala úspěšnou herečkou, je hrdinkou knih Złota Maska a Wysokie Progi. Ohlas získal i román Znachor (Mastičkář), v němž vážený lékař ztratí paměť a ocitne se na dně společnosti. Práci na historickém románu o Boleslavovi Chrabrém Dołęga-Mostowicz nedokončil kvůli vypuknutí druhé světové války. Napsal také scénáře k hraným filmům Biały Murzyn (podle knihy Michała Bałuckého) a Doktór Murek (podle vlastní předlohy).
Po invazi do Polska sloužil v polské armádě jako řidič. Dne 20. září 1939 byl zastřelen rudoarmějci obsazujícími městečko Kuty.
V období stalinismu byla jeho díla zakázána, až gomulkovské tání přineslo novou vlnu čtenářského zájmu. Kariera Nikodema Dyzmy byla dvakrát zfilmována (Jan Rybkowski v roce 1956 a Jacek Bromski v roce 2002) a vznikl podle ní také televizní seriál s Romanem Wilhelmim v hlavní roli. Román Znachor adaptoval v roce 1982 Jerzy Hoffman a v roce 2023 Michał Gazda.
Do češtiny nebylo žádné jeho dílo přeloženo, ve slovenštině vyšla Kariéra Nikodéma Dyzmu (2001), Mastičkár (1968) a jeho pokračování Profesor Wilczur (1993).

## Dílo
- Ostatnia brygada (1930)
- Kariera Nikodema Dyzmy (1931)
- Kiwony (1932)
- Prokurator Alicja Horn (1933)
- Bracia Dalcz i S-ka (1933)
- Trzecia płeć (1934)
- Świat pani Malinowskiej (1934)
- Złota Maska (1935)
- Wysokie Progi (1935)
- Doktor Murek zredukowany (1936)
- Drugie życie doktora Murka (1936)
- Znachor (1937)
- Ich dziecko (1937)
- Trzy serca (1938)
- Profesor Wilczur (1939)
- Pamiętnik pani Hanki (1939)